# رون إدواردز
رون إدواردز (بالإنجليزية: Ron Edwards)‏ هو سياسي أسترالي، ولد في 2 يوليو 1945 ببرث في أستراليا. حزبياً، نشط في حزب العمال الأسترالي. وقد انتخب عضو مجلس النواب الأسترالي عن دائرة Division of Stirling ‏ (5 مارس 1983 – 13 مارس 1993).